# Primula scapigera
Primula scapigera är en viveväxtart som först beskrevs av Joseph Dalton Hooker, och fick sitt nu gällande namn av William Grant Craib. Primula scapigera ingår i släktet vivor, och familjen viveväxter. Inga underarter finns listade i Catalogue of Life.